# Martin Ebel (Eishockeyspieler)
Martin Ebel (* 22. April 1959 in Iserlohn; † 8. April 2025) war ein deutscher Eishockeyspieler, der unter anderem für den ECD Iserlohn in der Bundesliga aktiv war.

## Karriere
Als Nachwuchsspieler des EC Deilinghofen wurde Martin Ebel in der Saison 1978/79 erstmals in die Herren-Mannschaft berufen. In seiner ersten Spielzeit in der Bundesliga kam der Stürmer 19-mal zum Einsatz und erzielte drei Treffer. Insgesamt schoss er für seinen Heimatverein, der ab der Saison 1979/80 unter dem Namen ECD Iserlohn antrat, 20 Tore in 176 Spielen. 
Nach dem Wiederaufstieg des ECD in die Bundesliga im Jahr 1982 konnte sich Ebel nicht als Stammspieler etablieren, sodass er im Dezember 1982 zur ESG Kassel in die Oberliga wechselte. Mit 49 Scorerpunkten in 24 Partien trug er zum Aufstieg seiner Mannschaft in die 2. Bundesliga bei. Nach Saisonende wechselte er zum Zweitligisten WSV Braunlage, wo er neben der Eishockeykarriere eine Ausbildung zum medizinischen Bademeister absolvierte. Nach dem Konkurs der Braunlager wurde er vom EHC 80 Nürnberg verpflichtet, mit dem er am Saisonende die Oberliga-Meisterschaft feierte.
Zur Saison 1986/87 kehrte Ebel in seine Heimat zurück und spielte in den folgenden Jahren für den ESV Schalker Haie, ERC Westfalen Dortmund, EHC Unna sowie ESF Iserlohn, bevor er 1991 seine Karriere beendete. Als Hobby ging er auch in den folgenden Jahren für verschiedene unterklassige Teams und Altherrenmannschaften aufs Eis.

## Erfolge und Auszeichnungen
- 1982 Aufstieg in die Bundesliga mit dem ECD Iserlohn
- 1983 Aufstieg in die 2. Bundesliga mit der ESG Kassel
- 1986 Oberliga-Meister mit dem EHC 80 Nürnberg
- 1987 Aufstieg in die Oberliga mit dem ERC Westfalen Dortmund

## Karrierestatistik
(Legende zur Spielerstatistik: Sp oder GP = absolvierte Spiele; T oder G = erzielte Tore; V oder A = erzielte Assists; Pkt oder Pts = erzielte Scorerpunkte; SM oder PIM = erhaltene Strafminuten; +/− = Plus/Minus-Bilanz; PP = erzielte Überzahltore; SH = erzielte Unterzahltore; GW = erzielte Siegtore; 1 Play-downs/Relegation; Kursiv: Statistik nicht vollständig)